# Dendronephthya klunzingeri
Dendronephthya klunzingeri es una especie de coral blando de la familia Nephtheidae.
Esta especie tiene ramas que claramente separadas entre ellas con contornos discontinuos. Cada racimo tiene entre 10 y 12 pólipos. Los lóbulos ramificados tienen racimos de un tamaño considerable.

## Galería de imágenes

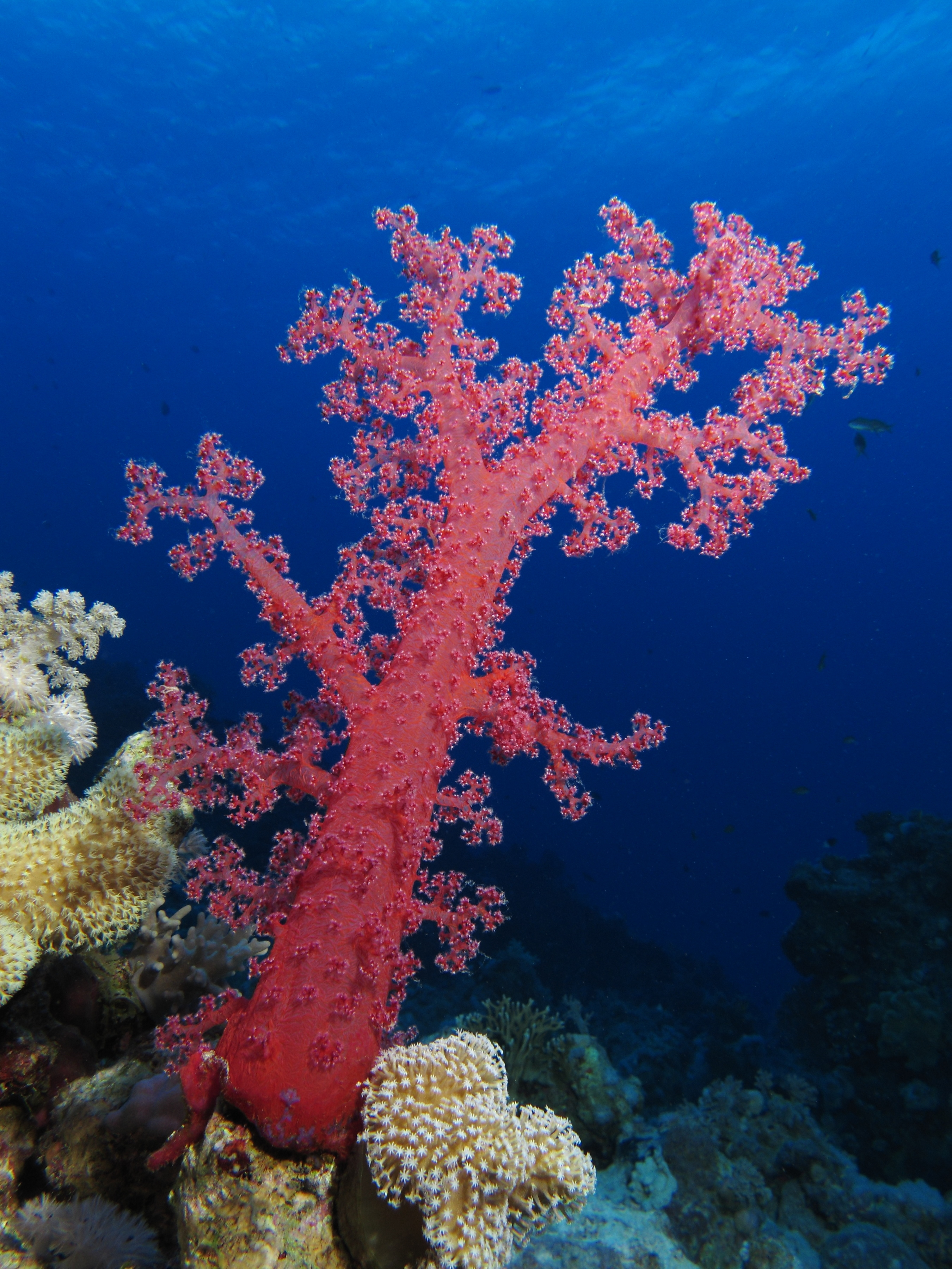
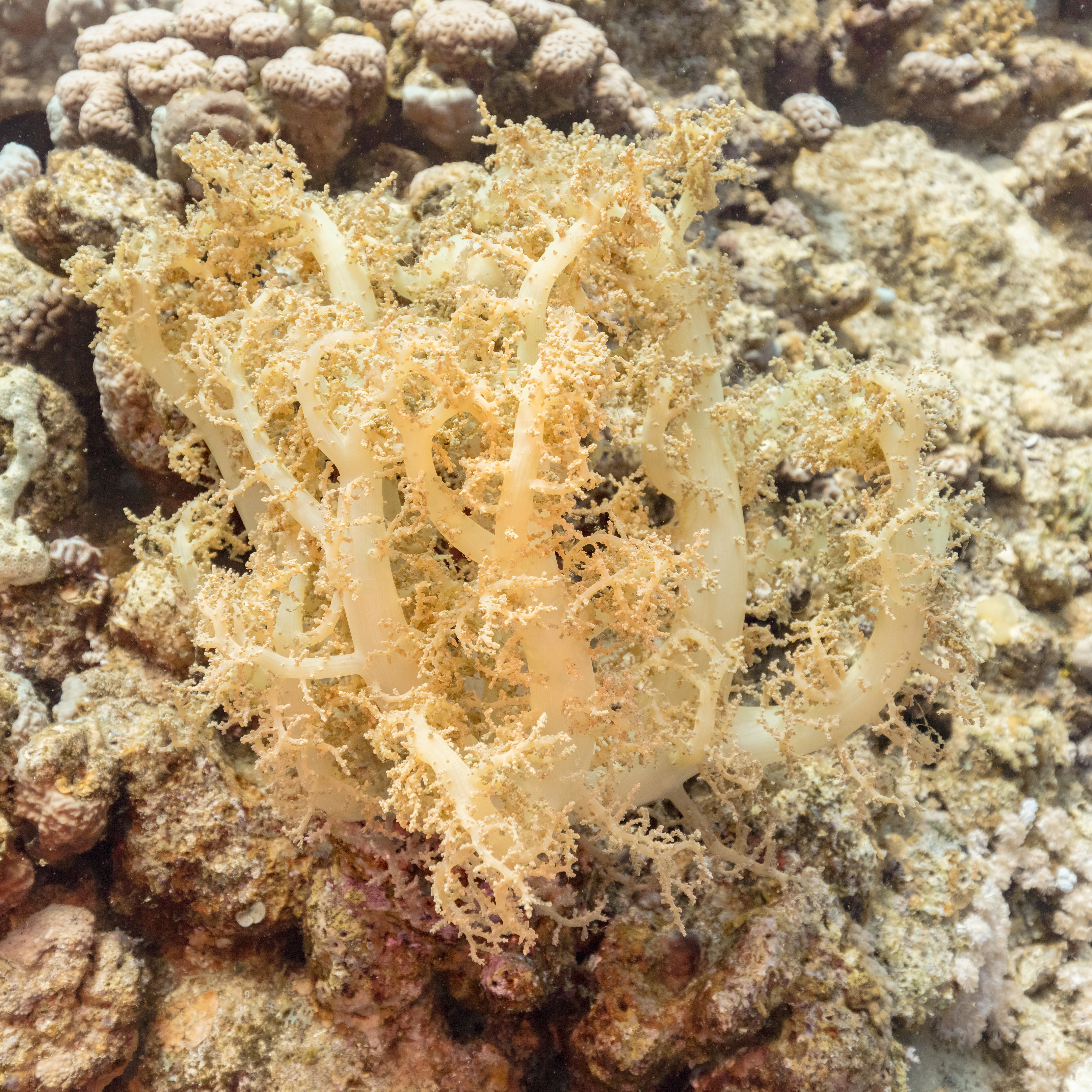
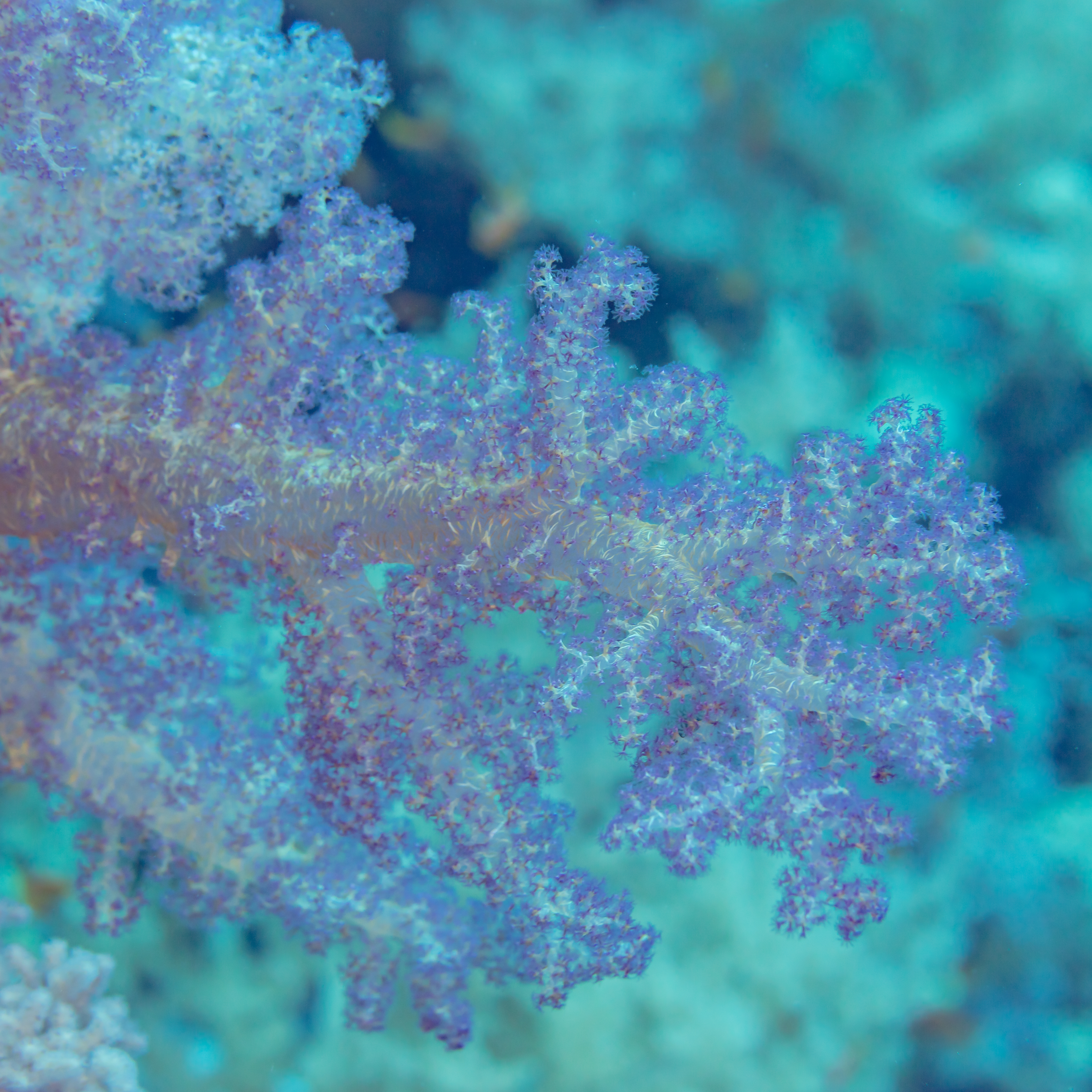
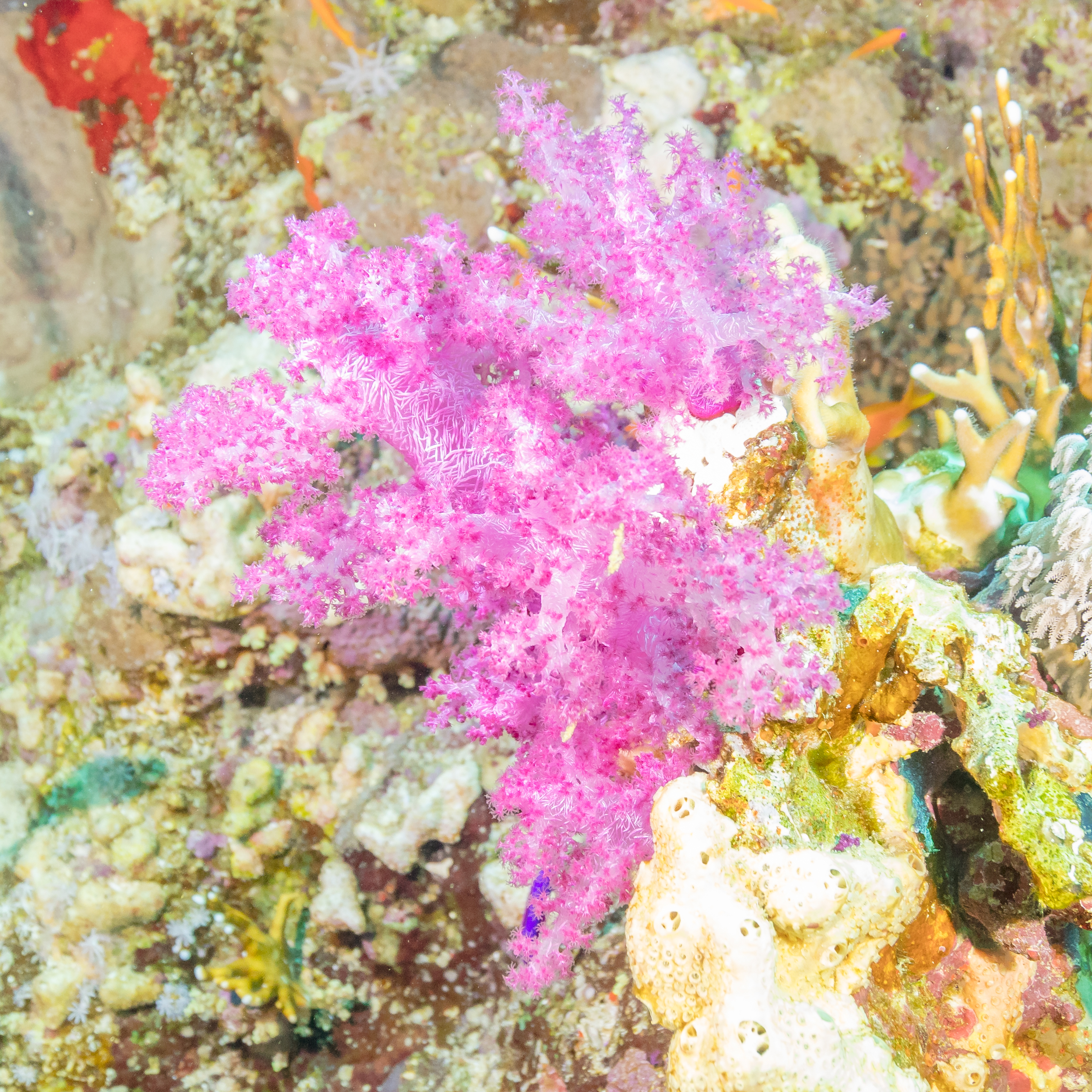
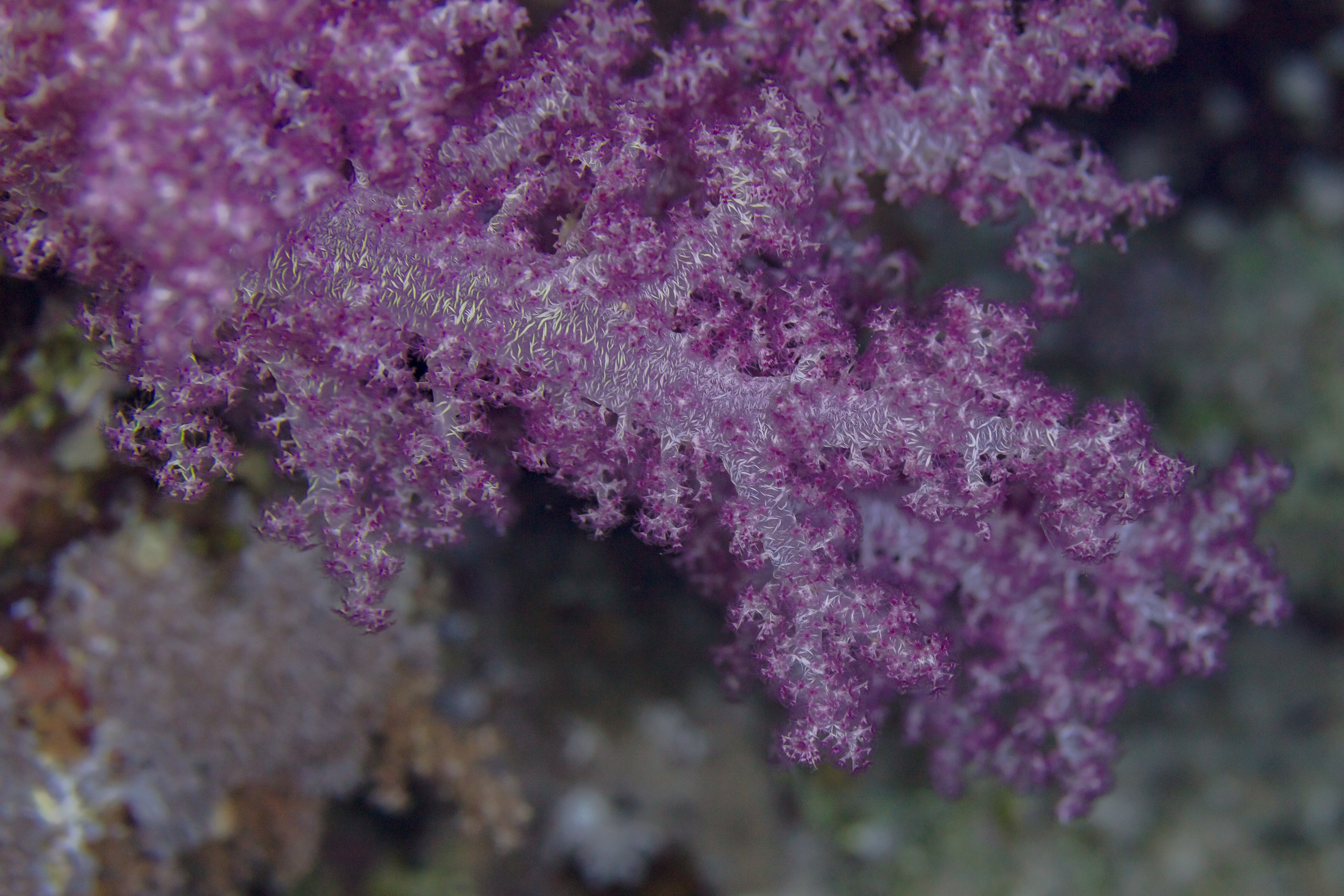